# Matthewlabis
Matthewlabis — вимерлий рід родини Camelidae. Рід містить такі види: Matthewlabis cedrensis. Скам'янілості виявлено в США (Колорадо, Небраска) — всього 2 колекції.